# Diego de Quijada
Diego de Quijada, (Carmona, Sevilla, España, 1516 - Carmona, Sevilla 1571) fue un político español, alcalde mayor de Yucatán, Cozumel y Tabasco de 1560 a 1565 nombrado por el Rey Felipe II, siendo el primero en ser nombrado con ese cargo directamente por el rey. En 1564 fundó oficialmente la ciudad de Villahermosa con el nombre de Villa Carmona y que posteriormente sería la capital de la provincia de Tabasco. Fue destituido del gobierno provincial de Yucatán para enfrentar juicio de residencia debido a quejas presentadas en su contra.

## Alcalde Mayor de Yucatán, Cozumel y Tabasco
Diego de Quijada fue el primer alcalde mayor de Yucatán que recibió el nombramiento directo del rey, ya que anteriormente, los alcaldes mayores fueron enviados por las Audiencias de México y Guatemala, ya que en diversos tiempos la provincia de Yucatán estuvo subordinado a ellas.

"Hasta ese tiempo esta tierra fue gobernada por alcaldes mayores que enviaban las audiencias de México y Guatemala, según que en diversos tiempos estuvo subordinado a ellas. Desde el que ocurre, ha venido gobierno proveído por los reyes. El primero a quien se dio fue el Dr. Diego de Quijada y le fue hecha la merced a diez y nueve de febrero de mil quinientos sesenta años con el título de alcalde mayor por seis años..."
Diego López Cogolludo. Historia de Yucatán

Aunque el nombramiento de Alcalde Mayor de Yucatán, Cozumel y Tabasco fue otorgado por el rey Felipe II de España mediante cédula real, el 19 de febrero de 1560, por motivos desconocidos, Diego de Quijada tomó posesión de su cargo, hasta el 10 de enero de 1562, es decir, dos años después de haber sido nombrado. 
A su llegada a la provincia de Yucatán, Quijada trajo consigo, la facultad del rey para poder establecer encomiendas de indios que estuvieran "vacantes", dando preferencia a los primeros conquistadores de estas provincias que estuvieran aun sin indios, y después de ellos, a los pobladores que tuviesen cualidades para tenerlos.
También traía orden para tasar los tributos que debían pagar los indios y los encomenderos conforme a las nuevas leyes. La cédula real de Quijada, prohibía al presidente y oidores de la Nueva España dar en encomienda a los indios de estas provincias, ya que era una facultad de las autoridades de ellas.
A Diego de Quijada, le corresponde el mérito de haber iniciado en la ´península la llamada "política de caminos", con una visión certera de lo que significa para el desarrollo de los pueblos, ya que antes de su llegada, las únicas vías de comunicación existentes eras las veredas o senderos en los que los indígenas caminaban uno detrás del otro, en lo que se le ha llamado "fila india".
Durante su gobierno, Diego de Quijada puso especial empeño en abrir muchos de los caminos carreteros, que comunican a la capital de la provincia, con las villas y lugares principales, con el fin de "descargar la conciencia real", liberando a los indígenas de pesada tarea de tener que transportar "a lomo" los productos agrícolas, las mercaderías y los tributos que tenían que entregar a sus señores, por cuyo objeto, trajo el alcalde las primeras "arrias" a la provincia, obligando su uso para recoger los tributos y transportar las mercancías que debían venderse o embarcarse, medida que desató la inconformidad de los encomenderos ya que se veían obligados a gastar en fletes y bestias de carga.
Uno de los logros de Quijada, y que ya había sido intentado sin éxito por sus antecesores, fue la construcción del primer camino carretero Mérida - Sisal, y la calzada que cruza una ancha ciénega para dar acceso a la población, lo que indica que comprendía la necesidad de habilitar un puerto más cercano a Mérida que el de Campeche, y que permitió la transportación de mercancías desde Castilla y la Nueva España hacia la provincia.

## Fundación de la capital de Tabasco
En el año de 1564, durante un recorrido por la provincia de Tabasco en su calidad de Alcalde Mayor de Yucatán, Cozumel y Tabasco, Diego de Quijada llegó a la entonces capital Santa María de la Victoria, siendo informado de la precaria situación en que se encontraba la provincia debido al azote de los piratas ingleses que asaltaban y quemaban la villa desde 1557, y fue informado de que un grupo de personas había dejado la villa remontando el río Grijalva para establecerse en el interior de la provincia.
Diego de Quijada remontó el río Grijalva y llegó el 24 de junio de ese año al asiento que los habitantes denominaban San Juan Bautista o Tres Lomas, y después de trazar solares fundó oficialmente la hoy ciudad de Villahermosa con el nombre de Villa Carmona. En una carta fechada el 10 de febrero de 1565, Quijada le informa al rey Felipe II:

"El tiempo que estuve ahí en Tabasco conocí a unos españoles casados y solteros, héles mandado regoger en un muy buen asiento que esta a veinte leguas de Santa María de la Victoria en el mismo río Grijalva, y allí tracé el pueblo y di solares y títulos de estancias y tierras, intitulé al pueblo Villa Carmona, porque me recuerda la vega de Carmona en el río Guadalquivir. Igualmente tracé la plaza Mayor sobre una loma a la que intitulé de la "Eminencia", desde donde se divisa muy bien el río(...)En ella hay mucha caza de venados y conejos y patos grandes, y mucha cantidad de pescado y buenas aguas y mucha leña. Entendido tengo que este pueblo irá cada día en aumento y permanecerá por él aquella provincia..."

De esta forma, Diego de Quijada, fundó oficialmente la ciudad de Villahermosa, en el mismo lugar al que en 1557 se habían instalado ya varios vecinos de Santa María de la Victoria, huyendo de los ataques piratas. Posteriormente, el 24 de junio de 1641 y debido precisamente a la piratería, las autoridades de la provincia de Tabasco, cambiarían los poderes de la provincia a villa Carmona, entonces llamada ya San Juan Bautista.
El 10 de febrero de 1565, y ya de regreso en Mérida, Quijada le envió una carta al rey de España narrándole todas las actividades que había hecho en Tabasco, y solicitándole que ahí se implantasen seis ingenios de azúcar, y que se llevasen cuatrocientos negros esclavos para las labores. Pedía igualmente un obispado para Tabasco que abarcase Coatzacoalcos y Veracruz, con sede en la Villa de Santa María de la Victoria, proponiendo como Obispo a Fray Domingo de Tineo.

## Destitución y fallecimiento
Diego de Quijada, gobernó la provincia de Yucatán, hasta el 13 de noviembre de 1565, en que fue sustituido por don Luis de Céspedes y Oviedo. Se le siguió juicio de residencia por quejas presentadas en su contra por vecinos y encomenderos de las villas y pueblos de la provincia, quienes molestos por tener que pagar fletes y transportes en lugar de transportar las mercancías a lomo de indios, protestaron por los diferentes "abusos" cometidos supuestamente por Quijada. En la orden de sustitución, se decía que porque así "convenía al real servicio" aunque durante el juicio no se encontró razón de ello.
Uno de cargos que se le imputaron, fue el haber hecho llevar a su esposa de Mérida a Valladolid en "hombros de indios" en una litera y de haber viajado él de la misma manera de Mérida a Sisal, dejando a los indios sin paga alguna. El Dr. Quijada se defendió y desbarató muchos de los cargos, explicando los hechos, pero fue condenado en 1568, siendo obligado a pagar una fianza por 20 000 pesos.  Sin embargo, al no haberla entregado a satisfacción, fue encarcelado en Mérida con la intención de enviarlo a España junto con su expediente en el primer navío que saliera. Diego de Quijada se evadió de la cárcel y viajó subrepticiamente a México donde presentó ante la Real Audiencia su queja y sus excusas, logrando su excarcelación pero no las penas pecuniarias, que hubo de pagar penosamente con la ayuda de otros ya que no contaba con los medios para hacerlo personalmente.
Viajó a su natal Carmona donde murió pobre, de asma,a finales de 1571, a los 55 años de edad.